# Diadromus angusticornis
Diadromus angusticornis là một loài tò vò trong họ Ichneumonidae.